# Hyphalus prolixus
Hyphalus prolixus är en skalbaggsart som beskrevs av Britton 1977. Hyphalus prolixus ingår i släktet Hyphalus och familjen lerstrandbaggar. Inga underarter finns listade i Catalogue of Life.